# Kurabka
Kurabka – wieś w Polsce położona w województwie łódzkim, w powiecie skierniewickim, w gminie Bolimów.
W latach 1954–1958 wieś należała i była siedzibą władz gromady Kurabka, po jej zniesieniu w gromadzie Bolimów. W latach 1975–1998 miejscowość administracyjnie należała do województwa skierniewickiego.